# Großer Schinkensee
Der Große Schinkensee (auch Großer Tschinkensee) ist ein See in Brandenburg, der von der Schlaube durchflossen wird. Zusammen mit dem Kleinen Schinkensee hat er eine Oberfläche von ca. 5 ha.
Der See war auch bekannt als Großer Tschineken See (1758) bzw. Große Zschincke (1786). Der Name leitet sich vom Niedersorbischen sćina für Schilfrohr ab.

## Fischerei
Es gibt vor allem Bestände von Aal, Barsch, Hecht, Karpfen, Schleien, Wels und Zander. Das Angeln ist unter besonderer Berücksichtigung der Schutzbestimmungen des Naturparks Schlaubetal gestattet.

## Sonstiges
In seiner unmittelbaren Nähe befindet sich das Forsthaus Siehdichum. Der große Schinkensee geht nördlich in den Langesee über, südlich als Kleiner Schinkensee schließt er an den Hammersee. An Schinken- und Langesee findet sich noch die Binsenschneide. Südlich des Schinkensees findet sich ein Verlandungsmoor, im Torfmoos wächst Wollgras, in den Wäldern findet sich Königs- und Rippenfarn.